# Harald Bretschneider

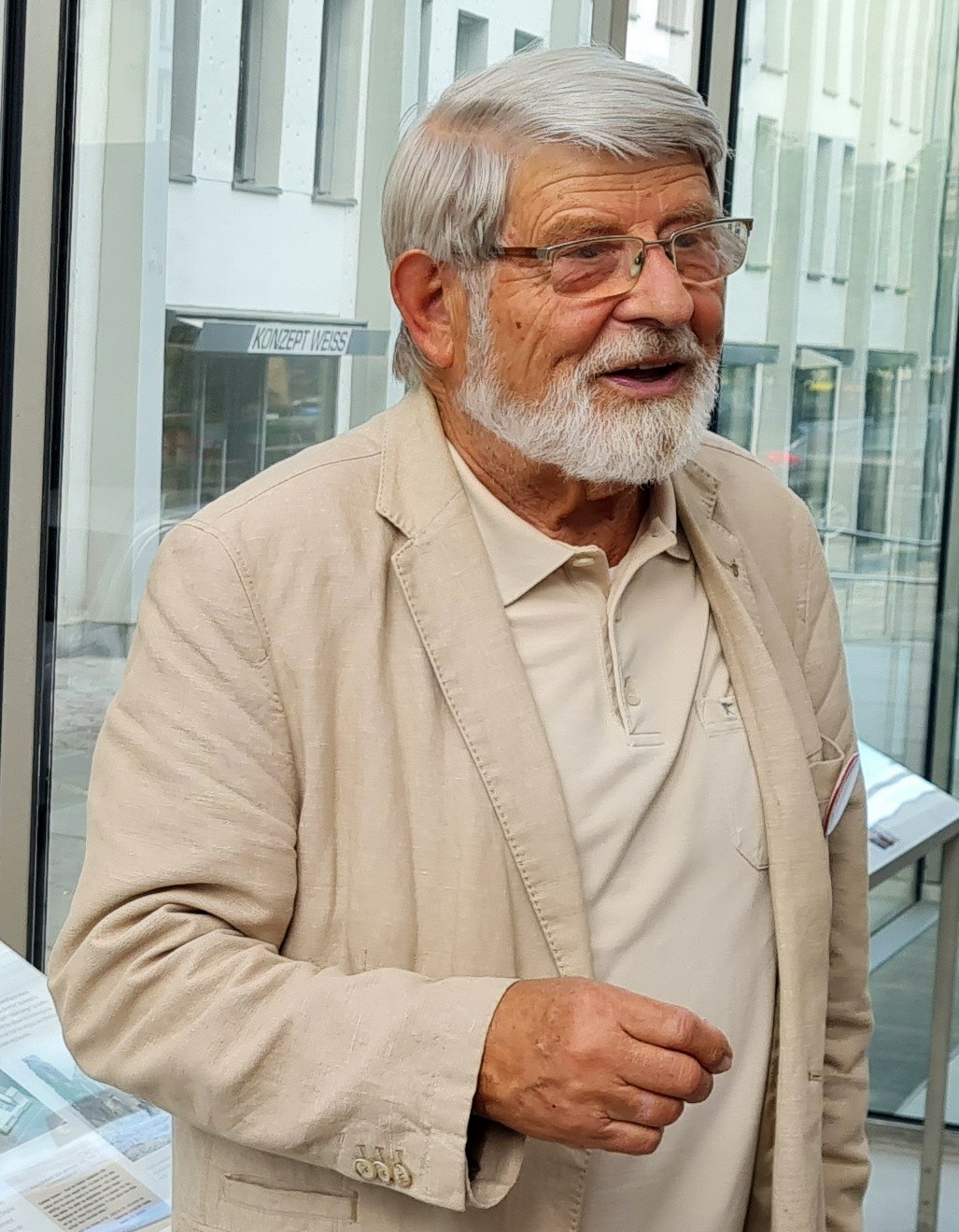
Harald Bretschneider 2023

Harald Bretschneider (* 30. Juli 1942 in Dresden) ist evangelischer Pfarrer und war ein Vertreter der kirchlichen Friedens-, Umweltschutz- und Menschenrechtsbewegung in der DDR.

## Leben
Wegen der Zerstörung Dresdens im Zweiten Weltkrieg wuchs Bretschneider in Leisnig auf. Eine wichtige Erfahrung als Heranwachsender war für ihn die Teilnahme an der Jugendarbeit unter Leitung des legendären Kurt Ströer. Nach Beendigung der Schule wollte er Architekt werden, was ihm aber verwehrt wurde, daher studierte er von 1960 bis 1965 Theologie an der Karl-Marx-Universität zu Leipzig. Bevor er in den Dienst der Kirche trat, wollte er wissen, „ob sich Gottes Lebendigkeit unter den ungläubigen Bauarbeitern erwies“, und begann eine Lehre zum Zimmermann beim Spezialbaukombinat Magdeburg. 1966–1967 war er Bausoldat bei der NVA und arbeitete danach weiter im Baukombinat.
1969 nahm Harald Bretschneider vorbereitend an einem Predigerseminar in Leipzig teil und übernahm danach seine erste Pfarrstelle in Wittgendorf bei Zittau. Seine Schwerpunkte hatte er im Bereich der Kinder- und Jugendarbeit. Hier war er schon um 1969/70 an der Herstellung der Ton-Bild-Serie „Ohne kleine Leute keine großen Kriege“, einer Hilfe zum Umgang mit dem Militärdienst, beteiligt. Er war und blieb einer der wichtigsten Aktiven in der kirchlichen Friedensarbeit.
1979, nach zehn Jahren in seiner Gemeinde, wurde Bretschneider zum Landesjugendpfarrer gewählt und von der Kirchenleitung der Evangelisch-Lutherischen Landeskirche Sachsens berufen. Diese Zeit war international von einer neuen Phase der militärischen Konfrontationen und der atomaren Aufrüstung geprägt; in der DDR wurde von der Partei- und Staatsführung die Militarisierung der Bevölkerung forciert (besonders Kinder und Jugendliche). Bretschneider gründete mehrere kirchliche Friedensgruppen und organisierte Treffen in Karl-Marx-Stadt, was ihm eine Bearbeitung als feindlich-negative Person durch den Staatssicherheitsdienst im OV „Brett“ einbrachte. Im Herbst 1980 entwickelte er die Symbole „Schwerter zu Pflugscharen“ sowie „Frieden schaffen ohne Waffen“, ließ sie von Ingeborg Geißler graphisch gestalten und in Herrnhut auf Vliesrollen als Lesezeichen genehmigungsfrei drucken. Er initiierte die Durchführung der ersten Friedensdekade in der DDR im November 1980.

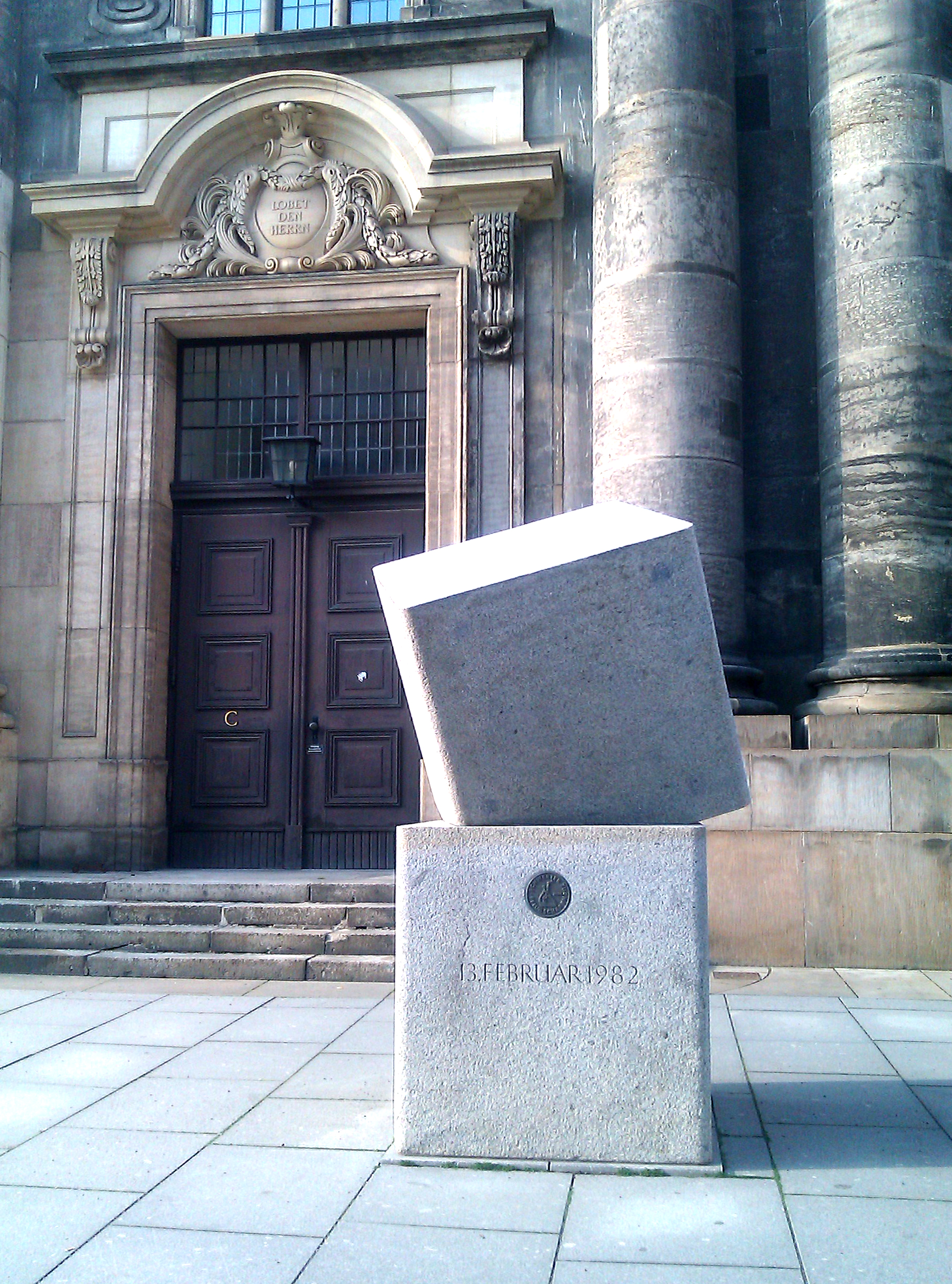
Mahnmal „Schwerter zu Pflugscharen – Steine des Anstoßes für eine Bewegung, die das Land veränderte“ vor dem Südportal der Kreuzkirche, installiert 2010 zum Gedenken an den 13. Februar 1982

Zum 13. Februar 1982 hatten Dresdner Christen angesichts zunehmender Militarisierung des DDR-Alltags mit illegalen Flugblättern zur Versammlung an den Trümmern der Frauenkirche aufgerufen. Dort sollte der Zerstörung Dresdens gedacht werden. Harald Bretschneider war seitens der sächsischen Landeskirche der Gesprächspartner auch der Initiatoren und maßgeblich an der Vorbereitung der legalen Ausweichveranstaltung beteiligt. Diese fand unter dem Titel „Forum Frieden“ in der Kreuzkirche statt und wurde mit über 5.000 vorwiegend jugendlichen Teilnehmenden zur größten Veranstaltung der staatskritischen Friedensbewegung in der DDR.
Zu Konflikten mit der Kirchenleitung kam es, als Harald Bretschneider 1985 das Machtmonopol der SED in der DDR thematisierte. Auf der Jugendversammlung des Lutherischen Weltbundes 1984 in Budapest formulierte er in seinem Vortrag „Frieden und Gerechtigkeit in der Ost-West Perspektive“:

„Jede Macht die sich auf Unrecht gründet, züchtet den Keim eigener Vernichtung in sich. Denn nach biblischen Befund führt Machtmissbrauch zum Gottesgericht und zur Zerstörung der Gemeinschaft von Menschen. Unverantwortlicher Umgang mit der Macht, selbstsüchtige Gier und Begehrlichkeit sind Schuld von Menschen. Sie wirken sich so aus, dass Gesellschaft mürbe und zerbrechlich wird und Menschen an ihrem eigensüchtigen Tun zugrunde gehen…“

Seit 1987 war Bretschneider maßgeblich an der Vorbereitung der Treffen kirchlicher Friedens-, Umwelt- und Menschenrechtsgruppen „Frieden konkret“ in Leipzig beteiligt. Zugleich arbeitete er an der Konzeption eines Zivildienstes in der DDR, an dessen Einführung 1990 er mitwirkte. Im Herbst 1989 war er Verbindungsmann der Oppositionsgruppen in Leipzig und Dresden, betreute inhaftierte Teilnehmer der Montagsdemonstrationen und arbeitete in der Gruppe der 20 mit. 1991–1997 war er Leiter der Dresdner Stadtmission und bis Juli 2007 Oberlandeskirchenrat der Evangelisch-Lutherischen Landeskirche Sachsens als Amtsnachfolger des ermordeten Roland Adolph. Zusätzlich drängten Initiativen christlicher Eltern, Wege zu finden, um Evangelische Schulen zu gründen. Angesichts des nachwirkenden atheistischen Bildungskonzeptes der DDR-Volksbildung wurde die Entkirchlichung als so groß angesehen, dass die Errichtung evangelischer Schulen ein wichtiges Element für die Sinnorientierung in der Gesellschaft als dringend gesehen wurde.
Bretschneider war 1998–2007 Vorsitzender des Kuratoriums der Stiftung Evangelische Fachhochschule Dresden. Am 10. Juli 2007 wurde er in den Ruhestand verabschiedet. Weiterhin aktiv ist er unter anderem als Mitglied im Stiftungsrat der Bürgerstiftung Dresden, sowie als Vorsitzender des 2018 gegründeten Vereins „Glaube, Mut und Freiheit – Christen in der DDR und danach“ mit Sitz in Brandenburg an der Havel. Bretschneider engagierte sich jahrelang für den Aufbau der Gedenkstätte Sophienkirche Dresden.
Bretschneider lebt in Dresden-Kaitz. Auch im kriegsgeschüttelten Europa der 2020er Jahre steht er zu seiner pazifistischen Überzeugung; siehe Schwerter zu Pflugscharen #Spätere Verwendung.

## Ehrungen
Am 22. Mai 2004 wurde ihm von Landtagspräsident Erich Iltgen „für sein Engagement als Landesjugendpfarrer in der ehemaligen DDR“ die Sächsische Verfassungsmedaille verliehen.
Für seinen Einsatz für die „friedliche Revolution in der DDR“ und seine Beteiligung an der Friedensbewegung Schwerter zu Pflugscharen wurde Bretschneider im Oktober 2011 mit der von der Evangelischen Kirche in Deutschland verliehenen Martin-Luther-Medaille ausgezeichnet. Die Laudatio hielt Bundesverteidigungsminister Thomas de Maizière, die Auszeichnung wurde vom Vorsitzenden des Rates der EKD Nikolaus Schneider überreicht.
Am 4. Oktober 2012, anlässlich des Tages der Deutschen Einheit, wurde Bretschneider für außerordentliches Engagement um die kirchliche Friedens- und Jugendarbeit durch Bundespräsident Joachim Gauck mit dem Bundesverdienstkreuz 1. Klasse ausgezeichnet. Außerdem wurde sein Einsatz für den Landesjugendring, für die Gründung von evangelischen Schulen und für die Partnerschaften mit osteuropäischen Gemeinden gewürdigt.
Am 2. Juli 2021 verlieh ihm Ministerpräsident Michael Kretschmer den Sächsischen Verdienstorden.

## Veröffentlichungen
- Um Himmels willen, gebt die Erde nicht auf – Schwerter zu Pflugscharen (Autobiografie), Manuela Kinzel Verlag, Dessau 2016, ISBN 978-3-937367-85-9.
- Das Wunder der Freiheit und Einheit. Mit Zeitzeugen auf dem Weg der Friedlichen Revolution (als Mitherausgeber), SCM Hänssler, Holzgerlingen 2014, ISBN 978-3-7751-5574-8.

## Filmdokumentation
- Das Kreuz mit dem Frieden – Die Christen und der Krieg. Ein Film von Ingo Helm, ZDF, 2018, ab 34:05 mit Harald Bretschneider über die staatskritische Friedensbewegung in der DDR.
- Magazin FAKT im mdr vom 12. Februar 2019: Dresden am 13. Februar 1989 – Demonstration für Reformen mit Gesine Oltmanns und Rainer Müller vom Arbeitskreis Gerechtigkeit Leipzig sowie mit Roland Jahn und Harald Bretschneider.